# (35799) 1999 JK32
1999 JK32 (asteroide 35799) é um asteroide da cintura principal. Possui uma excentricidade de 0.07068530 e uma inclinação de 3.31160º.
Este asteroide foi descoberto no dia 10 de maio de 1999 por LINEAR em Socorro.